# シラクーザ県

シラクーザ県
Libero consorzio comunale di Siracusa

シラクーザ県（シラクーザけん、イタリア語: Libero consorzio comunale di Siracusa）は、イタリア共和国シチリア州に属する県の一つ。県都はシラクーザ（シラクサ）。シラクサ県とも表記される。
法制上の位置づけは、2015年に従来の県 (Provincia regionale) からコムーネ自治組合（Libero consorzio comunale）に移行した。
イタリア語版ウィキペディア等では廃止された Provincia di Siracusa と新設された Libero consorzio comunale di Siracusa が別項目になっているが、便宜上双方を「シラクーザ県」として本項で扱う。

## 名称
標準イタリア語以外では以下の名称を持つ。
- シチリア語: Pruvincia di Sarausa

## 地理

### 位置・広がり
シチリア島東南端に位置する県である。東と南は地中海に面しており、東側はイオニア海と呼ばれる。県都シラクーザは県中部のイオニア海沿岸に位置し、カターニアから南南東へ約51km、ラグーザから東北東へ約53km、メッシーナから南南西約127km、州都パレルモから南東へ約206kmの距離にある。
北をカターニア県、西をラグーザ県と接する。

### 主要な都市
2001年の国勢調査に基づく居住地区（Località abitata）別人口統計によれば、人口2万人以上の都市は以下の通り。
- シラクーザ - 106,067人
- アウグスタ - 30,225人
- アーヴォラ - 29,931人
- レンティーニ - 24,342人
- フロリーディア 20,300人
- パキーノ - 20,177人

- シラクーザ
- アウグスタ
- ノート

## 行政区画
シラクーザ県には21のコムーネが属する。主要なコムーネ（人口2万人以上）は下表の通り。左端の数字はISTATコードを示す。人口は2011年1月1日現在。
| コード | 自治体名       | 人口    |
| ------ | -------------- | ------- |
| 089017 | シラクーザ     | 123,850 |
| 089001 | アウグスタ     | 34.539  |
| 089002 | アーヴォラ     | 31,827  |
| 089013 | ノート         | 24,047  |
| 089011 | レンティーニ   | 24,017  |
| 089009 | フロリーディア | 23,050  |
| 089014 | パキーノ       | 21,990  |
| 089016 | ロゾリーニ     | 21,798  |

## 文化・観光

### 世界遺産
県内には以下の世界遺産がある。
- シラクサとパンターリカの岩壁墓地遺跡
- ヴァル・ディ・ノートの後期バロック様式の町々

「パンターリカの岩壁墓地遺跡」は、フェルラとソルティーノのコムーネにまたがる遺跡で、紀元前13世紀から紀元前7世紀にかけてのネクロポリスである。また、シラクサの古代から中世にかけての都市遺跡があわせて登録されている。
「ヴァル・ディ・ノートの後期バロック様式の町々」には、シチリア島東南部の8つの街が指定されており、シラクーザ県の街ではノート、パラッツォーロ・アクレイデが含まれている。

## 人物

### 著名な出身者
- シュラクサイのディオン - 紀元前4世紀の政治家。シラクサ生まれ。
- アルキメデス - 紀元前3世紀の数学者・物理学者・天文学者。シラクサ生まれ。
- シラクサのルチア - 4世紀のキリスト教殉教者、聖人。シラクサ生まれ。
- イブン・ハムディス（英語版） - 11-12世紀の詩人。ノート生まれ。
- ヴィチェンツォ・シナトラ（英語版） - 18世紀の建築家。ノート生まれ。
- オルソ・コルビーノ - 物理学者、政治家。アウグスタ生まれ。
- ヴィタリアーノ・ブランカーティ（英語版） - 作家。パキーノ生まれ。
- エリオ・ヴィットリーニ（英語版） - 作家。シラクサ生まれ。
- エンゾ・マイオルカ - フリーダイバー。シラクサ生まれ。